# Stadtwerke Witten
Die Stadtwerke Witten GmbH ist ein kommunales Unternehmen in Witten. Es bietet Strom, Erdgas, Wärme und Trinkwasser an. Darüber hinaus berät und unterstützt der Energieversorger bei Energiedienstleistungen wie E-Mobilität, Photovoltaik-Anlagen und Wärme-Lösungen. Außerdem betreibt es ein Freibad, zwei Hallenbäder und das Ausflugsschiff Schwalbe II, das im Sommer auf der Ruhr verkehrt.

## Geschichte
Die Stromversorgung der Stadt oblag ab 1904 dem Unternehmen Hochstrate & Böttcher. Dieses wurde 1906 an das Elektrizitätswerk Westfalen in Bochum verkauft, welches 1925 in den Vereinigten Elektrizitätswerken Westfalen aufging. 1919 übernahm die Stadt die Regie über die Stromversorgung und gründet die Städtischen Licht- und Wasserwerke, die 1940 in Stadtwerke Witten umbenannt wurden.

## Unternehmen

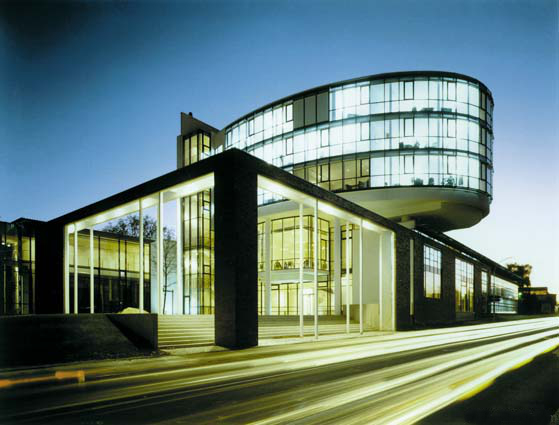
Hauptverwaltung

Die Stadtwerke Witten gehören zu 99 % der Ewmr – Energie- und Wasserversorgung Mittleres Ruhrgebiet (an der die Stadt Witten mit 15,2 % beteiligt ist) und zu einem Prozent der Stadt Witten. Mit der Ewmr besteht ein Beherrschungs- und Gewinnabführungsvertrag. Das Unternehmen beschäftigte im Jahr 2022 303 Arbeitnehmer.

## Beteiligungen
Die Stadtwerke halten 15,0 % an der Siedlungsgesellschaft Witten mbH, 100 % an der Stadtwerke Witten Mittelspannungsnetz GmbH (ehemals VGW Vermögensgesellschaft Witten mbH), 50 % an der VWW Verbund-Wasserwerk Witten GmbH.